# Prusinovští z Víckova
Prusinovští z Víckova (též německy Prusinowsky von Wiczkov) byli starý moravský vladycký rod, pocházející z Tišnovska, kde založili hrad Víckov. Nepodařilo se jim proniknout do panského stavu, přesto patřili mezi významnější moravské šlechtické rodiny. Mnozí příslušníci rodu působili v důležitých zemských funkcích.

## Historie

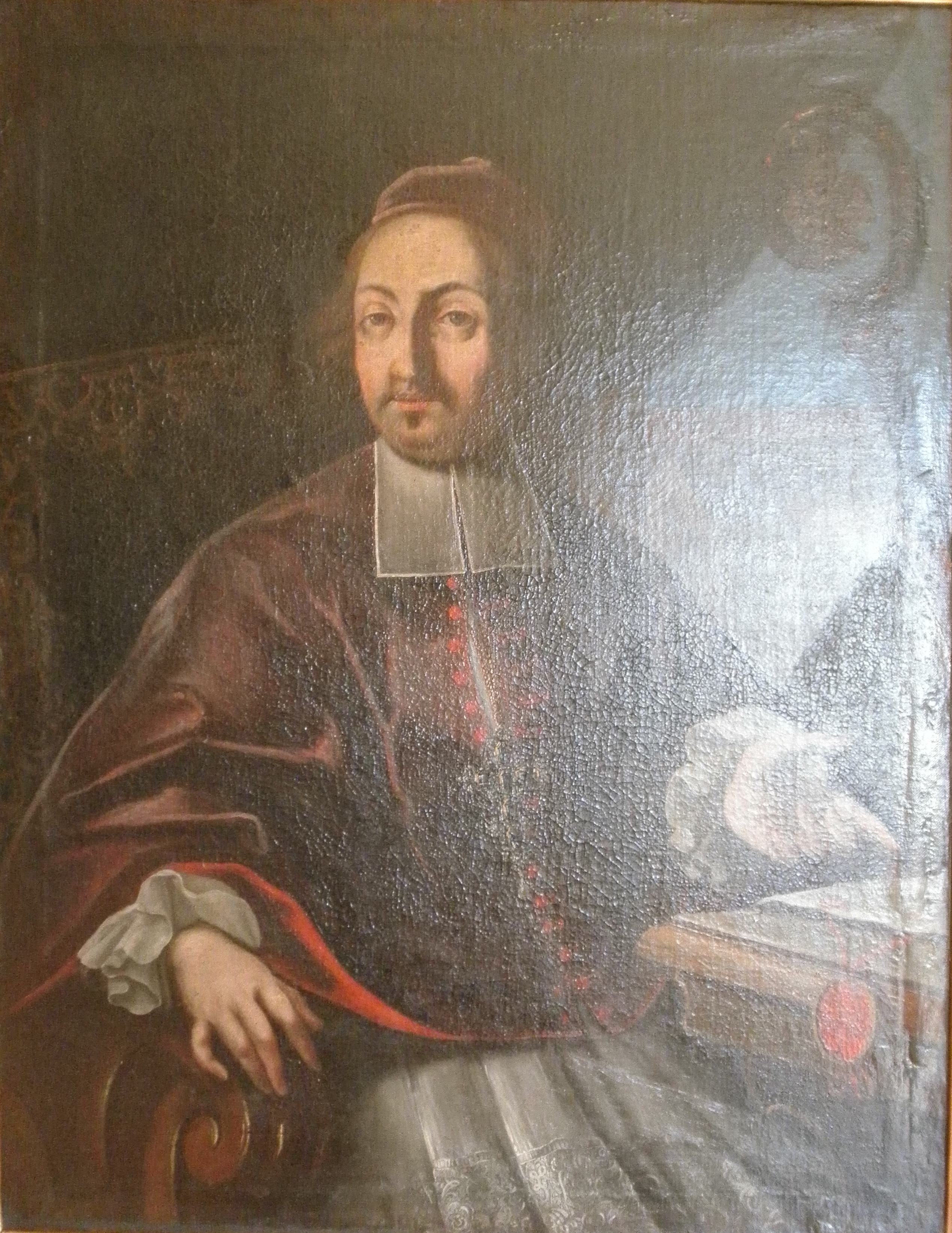
Vilém Prusinovský z Víckova, olomoucký biskup a zakladatel Olomoucké univerzity

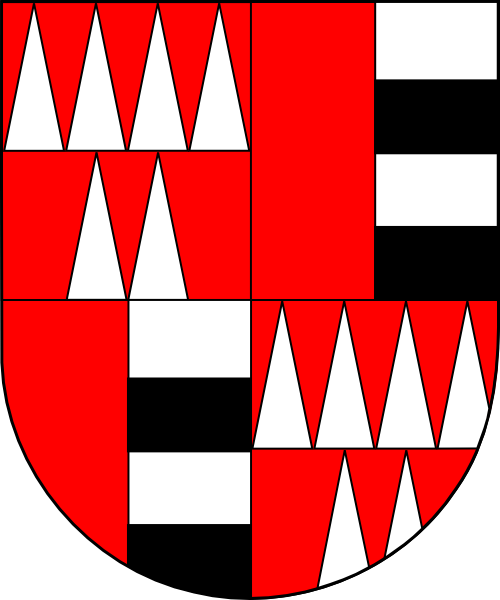
Biskupský erb Viléma Prusinovského

První neověřená informace o šlechtickém rodu z Víckova pochází z kroniky Václava Hájka z Libočan. Tato zmínka pochází už ze 12. století, kdy jakýsi Viecek nebo Vícek nechal postavit na Tišnovsku hrad Víckov, který pak daroval svému synovi Přemyslovi. Dále je připomenut k roku 1207 Zdislav z Víckova. K roku 1248 je to Smil a za vlády Václava II. pak Heřman a Hrabiše. Kolem roku 1316 podle dnes již nedochovaného epitafu zemřel kanovník olomoucké kapituly Smil z Víckova.
První ověřené zmínky o příslušnících rodu z Víckova pocházejí až z počátku 14. století. Jedná se o epitafy na dnes rovněž již nedochovaných malovaných deskách, které byly uloženy v katedrále sv. Václava v Olomouci. První deska náležela arcijáhnu Smilovi z Víckova, který zemřel v roce 1316, druhá z téhož roku náležela Janovi z Víckova a jeho manželce Zbynce. Tyto epitafy jim věnovali vnuci Vilém, Přemek a Mikuláš z Víckova.

V Hájkově kronice se také píše k roku 1319 o Mikuláši z Víckova. V předmluvě knihy Život císaře Karla IV. vydané roku 1555 Ambrožem z Ottersdorfu na Lipůvce je vzpomenuto kromě jiných i zásluh Buška z Víckova, 
| „                        | kterýž na Strážku v tomto markrabství moravském obydlí své míval, jak statečně a rytířsky jest bojoval a jak osobu svou císaři platen byl | “ |
| — Život císaře Karla IV. | |   |

 v nebezpečí života, jež hrozilo Karlu IV. v Pise po jeho římské korunovaci. V roce 1344 byl držitelem hradu Víckova Bohuslav, který působil od roku 1353 jako zemský soudce na Moravě.
Poslední zmínka o Bohuslavovi pochází z roku 1365, kdy prodává hrady Mitrov a Víckov markraběti. Tento Bohuslav měl syna Záviše.
V roce 1346 se připomíná Arkleb z Víckova, v roce 1382 Hroznata z Víckova a na Strážku. Další členové rodu žili na Ptení, Lechovicích, Pačlavicích a později na Prusinovicích. Kromě jiného vlastnili velké množství dalších vsí. Některé vyženili nebo koupili.
Dalším členem rodu byl Beneš Víckova. O Benešovi jsou známky z let 1351 až 1378. Za manželku měl Jitku. Měli dva syny. Smila, který byl bakalářem bohosloví, kanovníkem a oficiálem a roku 1397 administrátorem olomouckého biskupství, a Jana. O Janovi máme zmínky z let 1397 až 1420.
Jiný Beneš byl roku 1403 purkrabím v Zábřehu. Jeho manželkou byla Kateřina z Kojšova. Beneš s Kateřinou vyženil Studénku a Třemešek a později koupil Kojšov. Jeho bratrem byl pravděpodobně Albrecht, který vlastnil roku 1447 Kojšov. Albrechtovou manželkou byla Dorota z Honětic.
Dobeš z Víckova žil někdy kolem roku 1354. Měl syny Bernarda a Viléma. Vilém žil ještě kolem roku 1385 a jeho manželkou byla Jitka z Křižanova. Filip a Dobeš z Víckova koupili roku 1390 část Heraltic. Ve stejné době žili také bratři Filip Strýc, Jan a Arkleb. Filip měl za manželku Markétu z Pačlavic. S Markétou také Pačlavice vyženil. Žil ještě kolem roku 1432. Jeho syn Arkleb se během svého života silně zadlužil a po jeho smrti kolem roku 1464 byla prodána část majetku a jeho žena Kateřina ze Žerotína přesídlila na statek Prusinovice nedaleko Holešova. Prusinovice koupili roku 1464 bratři Arkleb a Filip. Dříve zde sídlil rod Podstatských z Prusinovic, ten však přesídlil na Potštát, který Tas z Prusinovic koupil již v roce 1408. Víckovští šlechticové mezitím hrad Víckov opustili. Podle nového sídla se začali psát Prusinovští z Víckova.
Jeden z těchto bratrů, Arkleb později též koupil Pacetluky a žil ještě roku 1512. Jeho synové byli Vilém, Přemek, Mikuláš (hejtman hrabství Starého Zvolena), Filip, Znata, Oneš, Jan a snad i Albrecht. Vilém, Přemek a Mikuláš nechali postavit v olomouckém kostele epitaf Janovi, který zemřel v roce 1316. Arkleb, sloužil v královském vojsku a spolu s králem Ludvíkem Jagellonským padl roku 1526 v bitvě u Moháče.
Vilém byl společně s Přemkem v Uhrách a později se stal Hofrychtéřem – nejvyšším sudím Markrabství moravského. Toto místo zastával v letech 1537 až 1539. (Ottův slovník naučný uvádí, že to byl Jan, ale ten podle náhrobku zemřel už v roce 1501). Jan má náhrobek společně s Onešem. Podle tohoto náhrobku to byl právě Oneš, kdo zemřel roku 1526. Z uvedených dat je jasné, že Jan tedy nemohl podle Ottova slovníku zastávat v roce 1556 funkci hofrychtéře. V úvahu připadá tedy Jan Vilém Prusinovský z Víckova, který byl synem Přemka z Víckova. Není ani pravděpodobné, že by jeho bratranec Jan Přemek Prusinovský z Víckova zastával tuto funkci v šestnácti letech.
Vilém se pak stal podkomořím. Jeho manželkami byly Alena z Lilče, Markéta z Opatova a Anna z Čelechovic. Vilém vlastnil také hrad Cimburk.
Přemek byl roku 1541 komorníkem menšího práva olomouckého a od roku 1546 do své smrti zastával úřad podkomořího Markrabství moravského. Zemřel 11. srpna 1561 a byl pohřben v Prusinovicích.
K nejslavnějším postavám rodu patří dvě výrazné, avšak zcela protichůdné postavy.
- Vilém Prusinovský z Víckova (1534–1572) vystudoval ve Vídni jezuitskou školu, poté studoval práva na univerzitě v Padově. V roce 1560 se vrátil do vlasti a získal litoměřické proboštství. V březnu roku 1565 jej zvolili olomouckým biskupem. V této pozici vedl důslednou protireformační politiku a snažil se reorganizovat moravskou diecézi. Trval na usazení jezuitského řádu v Olomouci a Brně a uspořádal synod na podporu svého snažení. Jeho působení se setkalo se značným odporem šlechty, měšťanstva i prostých obyvatel.

- Jan Adam z Víckova se výrazně angažoval na straně protihabsburského odboje. Studoval univerzitu v italské Sieně. Po návratu sledoval České stavovské povstání. Bělohorské bitvy se zřejmě nestihl zúčastnit a po porážce domácích stavů byl nucen emigrovat. Při nejbližší příležitosti se však vrátil na východní Moravu, kde roku 1621 a v letech následujících stál v čele mohutného valašského povstání. Několikrát se svými Valachy dokonce vyhrál nad císařským vojskem.

Již na začátku 17. století tento významný rod, přestože značně rozvětvený, z našich dějin mizí. Poslední členové rodu byli děti Jana Adam z Víckova a Bohunky Borovské. Syn Jana Adama Karel Lev byl v roce 1641 zavražděn a dcera Jana Adama Anna Sabina se provdala za Jiříka Lišvice z Lišvic a odešla do Čech. Na Moravě se naposledy objevili, když prodávali dům po své matce. Bohunka měla také děti, ale ty zemřely velmi mladé.
Poslední zpráva je z roku 1838. Jeden velmi vzdálený potomek tohoto slavného rodu přijel zpět do vlasti a nechal sebrat kosti předků a uložit je do společného hrobu.

## Erb
V geometrickém znaku měli štípený (polcený) štít, na pravé straně červený, na levé straně třikrát dělený, se čtyřmi horizontálními střídavě stříbrnými a černými pruhy.